# مهدي عامل
الدكتور حسن عبد الله حمدان المعروف باسم مهدي عامل (ولد في بيروت عام 1936) ابن بلدة حاروف الجنوبية قضاء النبطية. متزوج من إيفلين بران، وله ثلاثة أولاد: كريم وياسمين ورضا.
تلقى علومه في مدرسة المقاصد في بيروت وأنهى فيها المرحلة الثانوية.
نال شهادة الليسانس والدكتوراه في الفلسفة من جامعة ليون، فرنسا. درّس مادة الفلسفة بدار المعلمين بقسنطينة (الجزائر)، ثم في ثانوية صيدا الرسمية للبنات (لبنان). انتقل بعدها إلى الجامعة اللبنانية معهد العلوم الاجتماعية كأستاذ متفرغ في مواد الفلسفة والسياسة والمنهجيات.
كان عضوا بارزا في اتحاد الكتّاب اللبنانيين والمجلس الثقافي للبنان الجنوبي، ورابطة الاساتذة المتفرغين في الجامعة اللبنانية. انتسب إلى الحزب الشيوعي اللبناني عام 1960، وانتخب عضوا في اللجنة المركزية للحزب في المؤتمر الخامس عام 1987.
في الثامن عشر من أيار عام 1987 اغتيل في أحد شوارع بيروت، وهو في طريقه إلى جامعته الجامعة اللبنانية معهد العلوم الاجتماعية الفرع الأول، حيث كان يدرس فيها مواد الفلسفة والسياسة والمنهجيات.
من أقواله «لست مهزوما ما دمت تقاوم». وعلى إثر اغتيال مهدي عامل أعلن يوم التاسع عشر من أيار من كل عام «يوم الانتصار لحرية الكلمة والبحث العلمي».

## نشأته وحياته
هو مفكر ومناضل شيوعي ولد في بيروت عام 1936 من بلدة حاروف قضاء النبطية.اسمه الحقيقي حسن عبد الله حمدان. في العام 1955 انهى مرحلة الدراسة الثانوية من مدرسة المقاصد في بيروت، سافر إلى فرنسا في عام 1956 ونال من جامعة ليون شهادتي الإجازة والدكتوراه في الفلسفة.وفي العام 1960 انتسب إلى صفوف الحزب الشيوعي اللبناني.في عام 1963 سافر إلى الجزائر واشتغل لمدة اربع سنوات في التعليم في دار المعلمين بمدينة قسنطينة، وكتب بالفرنسية عدة مقالات نشرت في مجلة “الثورة الأفريقية” الصادرة في الجزائر. في عام 1968 درّس مادة الفلسفة في ثانوية صيدا الرسمية للبنات وبقي في عمله هذا إلى ان انتقل عام 1976 إلى الجامعة اللبنانية-معهد العلوم الاجتماعية، ليدرّس فيها مواد الفلسفة والسياسة والمنهجيات. ولقد كانت بداية حسن حمدان في مجلة “الطريق” تحت اسم مهدي عامل، الذي أصبح يُعرف به فيما بعد.

تعتبر هذه الفترة (1968-1976) من الفترات المهمة في حياة حسن حمدان، حيث بدأ فيها ممارسة مشروعه الفكري والكتابة باللغة العربية، في وطنه، لدراسة واقعه الاجتماعي دراسة علمية وتمييز كونية قوانين الماركسية فيه، لتبدأ، بحسب حسن حمدان، «صيرورة الفكر العربي فكرًا علميًا» مبتعدًا عن القولبة وتكرار المقولات الجاهزة. ولقد ادرك خطورة ما يقوم به بقوله :

| مهدي عامل | انها لمخاطرة كبرى ان يفكر الواحد منا واقعه باللغة العربية | مهدي عامل |

## أعماله
- أصدر مهدي عامل عام 1972 كتابه الأول “مقدمات نظرية لدراسة اثر الفكر الاشتراكي في حركة التحرر الوطني”. وقسّمه إلى قسمين: القسم الأول “في التناقض” والقسم الثاني “في نمط الإنتاج الكولونيالي” الذي صدر عام 1976. وتكمن اهمية هذا الكتاب في ان مهدي بحث فيه في مجال جديد في الفكر الماركسي، وهناك جزء ثالث من الكتاب بعنوان “في تمرحل التاريخ” والذي استشهد قبل أن يكمله.

- في عام 1973، صدر كتابه “ازمة الحضارة العربية ام ازمة البرجوازيات العربية”، وفيه انتقد أعمال الندوة الفكرية التي عقدت في الكويت تحت عنوان أزمة التطور الحضاري في الوطن العربي

- مع اندلاع الحرب الأهلية في لبنان في عام 1979، صدر كتابه “النظرية في الممارسة السياسية، بحث في اسباب الحرب الاهلية في لبنان” 

- وفي عام 1980، صدر كتابه “مدخل إلى نقض الفكر الطائفي-القضية الفلسطينية في ايديولوجية البرجوازيةاللبنانية”، عرض فيه المفاهيم الاساسية التي تكوّن ايديولوجية البرجوازية اللبنانية، وانتقدها من موقع نقيض لها، هو موقع الطبقة العاملة، مظهرًا بنقده البعد السياسي الذي تغيّبه ايديولوجية البرجوازية في نظرتها إلى القضية الفلسطينية.

- في عام 1984 صدر ديوانه شعره الثاني “فضاء النون” تحت اسم هلال بن زيتون. وفي عام 1985 صدر كتابه “في علمية الفكر الخلدوني” وهو عبارة عن تمرين، بحسب قوله، لقراءة نص تراثي بفكر مادي علمي. وفي العام نفسه صدر له ايضًا كتاب بعنوان ”هل القلب للشرق والعقل للغرب-ماركس في استشراق ادوارد سعيد” الوارد في كتاب “الاستشراق” في “ماركس وعلاقته بالفكر الاستشراقي وبالشرق الاسيوي”.

- في عام 1986 صدر كتابه “في الدولة الطائفية” الذي حلل فيه طبيعة النظام السياسي-الطائفي القائم في لبنان، بهدف كشف الصراع الطبقي الذي تحجبه الايديولوجية الطائفية بمظهر طائفي، لتؤيد الانتماء للطائفة لا للوطن، لتأييد النظام السياسي-الطائفي واعادة انتاجه.

- بعد استشهاد مهدي عامل جُمعت مقالاته وكتاباته التربوية والتعليمية التي كتبها من 1968 إلى 1973 ونُشرت في عام 1991 في كتاب بعنوان” في قضايا التربية والسياسة التعليمية”، حلل فيها الآلية السياسية التعليمية للدولة، في لبنان، التي تعمل من خلالها على ضرب التعليم الرسمي وتعميق الانتماء الطائفي لاعادة إنتاج النظام السياسي-الطبقي-الطائفي.

## مؤلفاته
من مؤلفات مهدي عامل:
- مقدمات نظرية: لدراسة أثر الفكر الاشتراكي في حركة التحرر الوطني. 1972 الطبعة الأولى، 1986 الطبعة الخامسة.
- أزمة الحضارة العربية أم أزمة البرجوازيات العربية. الطبعة الأولى 1974، الطبعة الثالثة 1989.
- النظرية في الممارسة السياسية. بحث في أسباب الحرب الاهلية. الطبعة الأولى 1979. الثالثة 1989.
- مدخل إلى نقض الفكر الطائفي - القضية الفلسطينية في ايديولوجية البرجوازية اللبنانية. الطبعة الأولى 1980. الطبعة الثالثة 1989.
- هل القلب للشرق والعقل للغرب. الطبعة الأولى 1985. الطبعة الثالثة 1990.
- في علمية الفكر الخلدوني. الطبعة الأولى 1985. الطبعة الثالثة 1990.
- في الدولة الطائفية. الطبعة الأولى 1986.
- نقد الفكر اليومي. الطبعة الأولى 1988. لم ينتهِ.
- في تمرحل التاريخ، الطبعة الأولى، 2001.

له العديد من المساهمات النظرية المنشورة والتي ستنشر ضمن الأعمال الكاملة.
- في الشعر:
- تقاسيم على الزمان، الطبعة الأولى 1974.
- فضاء النون، الطبعة الأولى 1984.